# Hymenaea courbaril

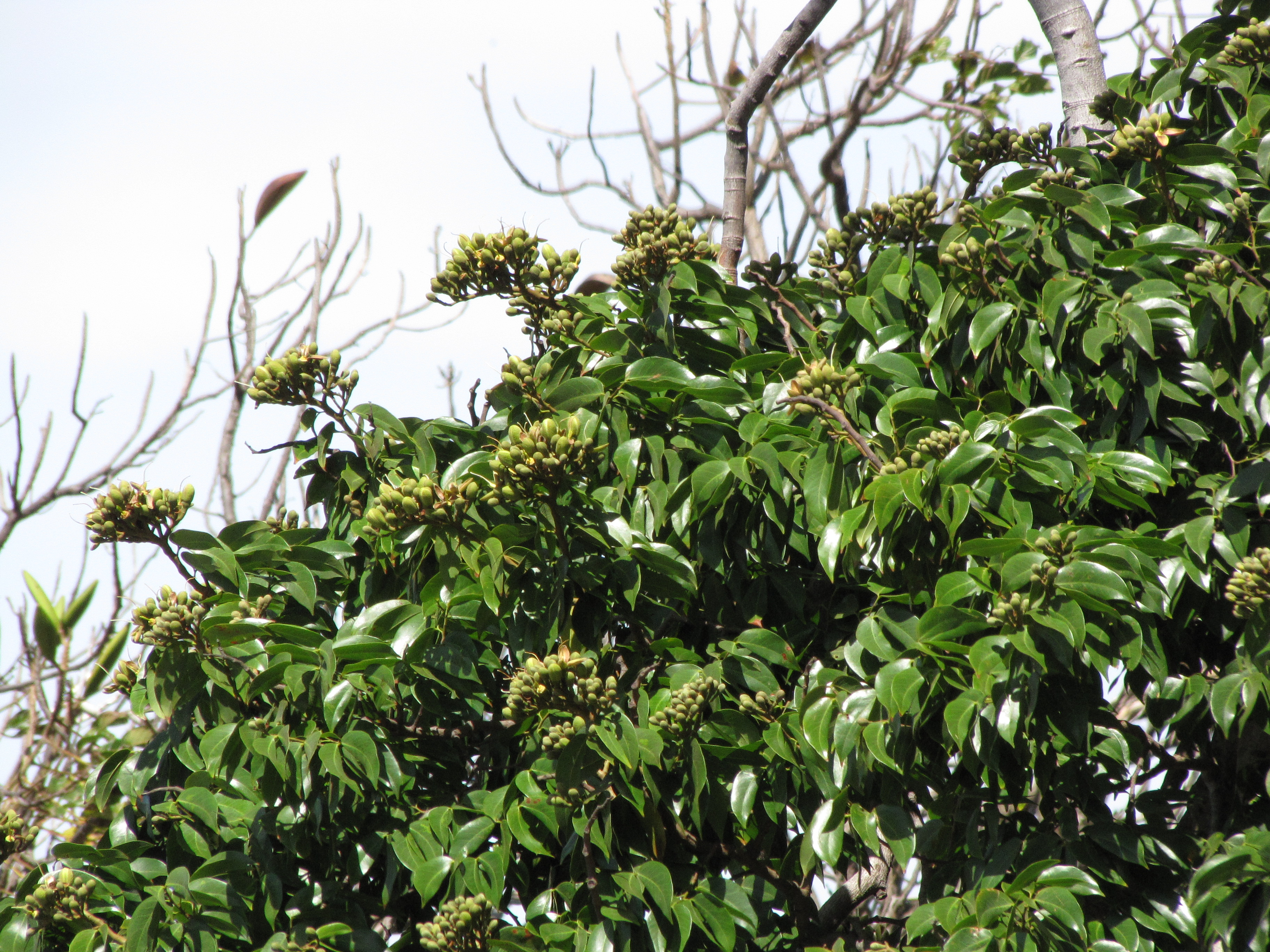
Blütenstände

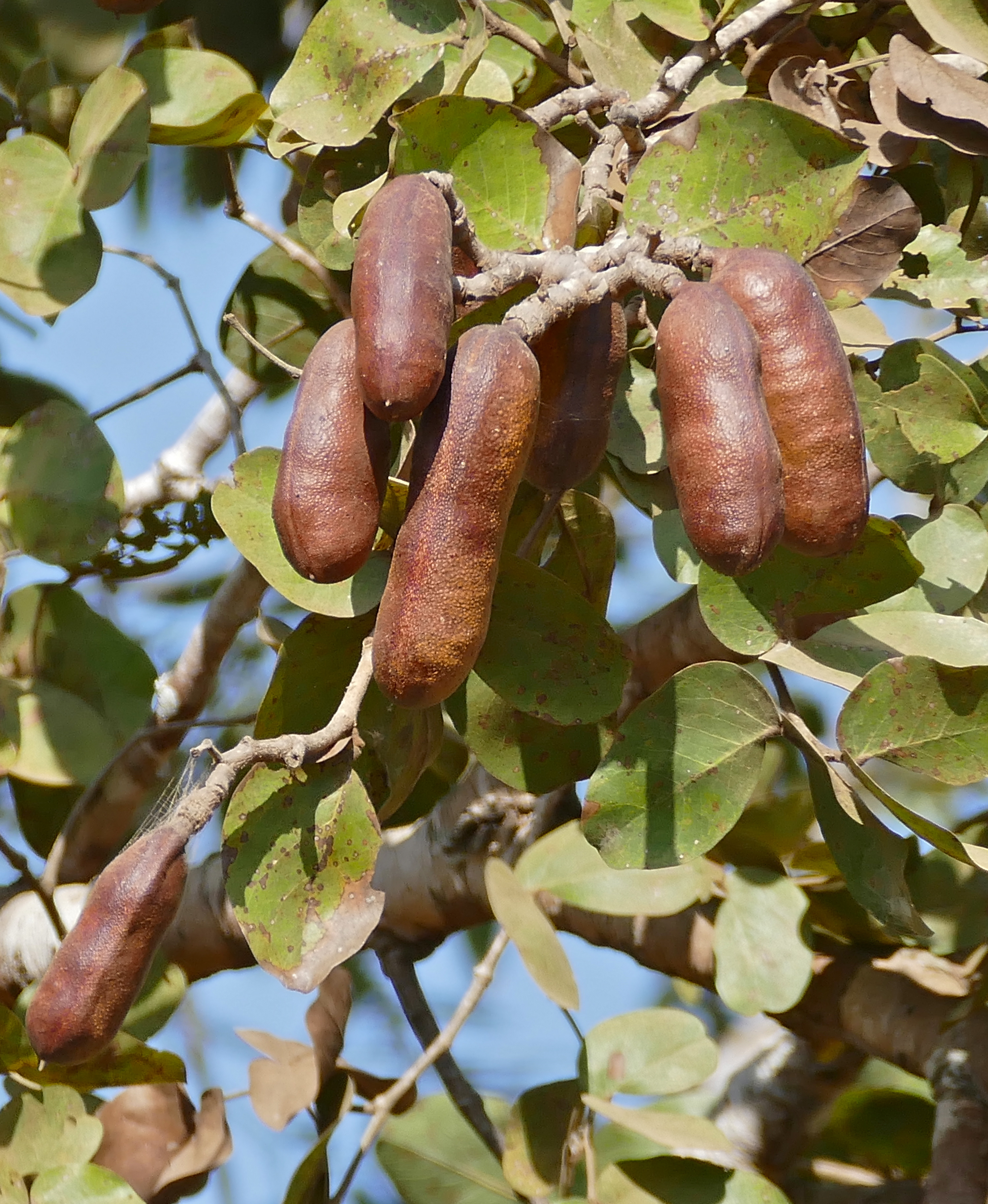
Reife Früchte

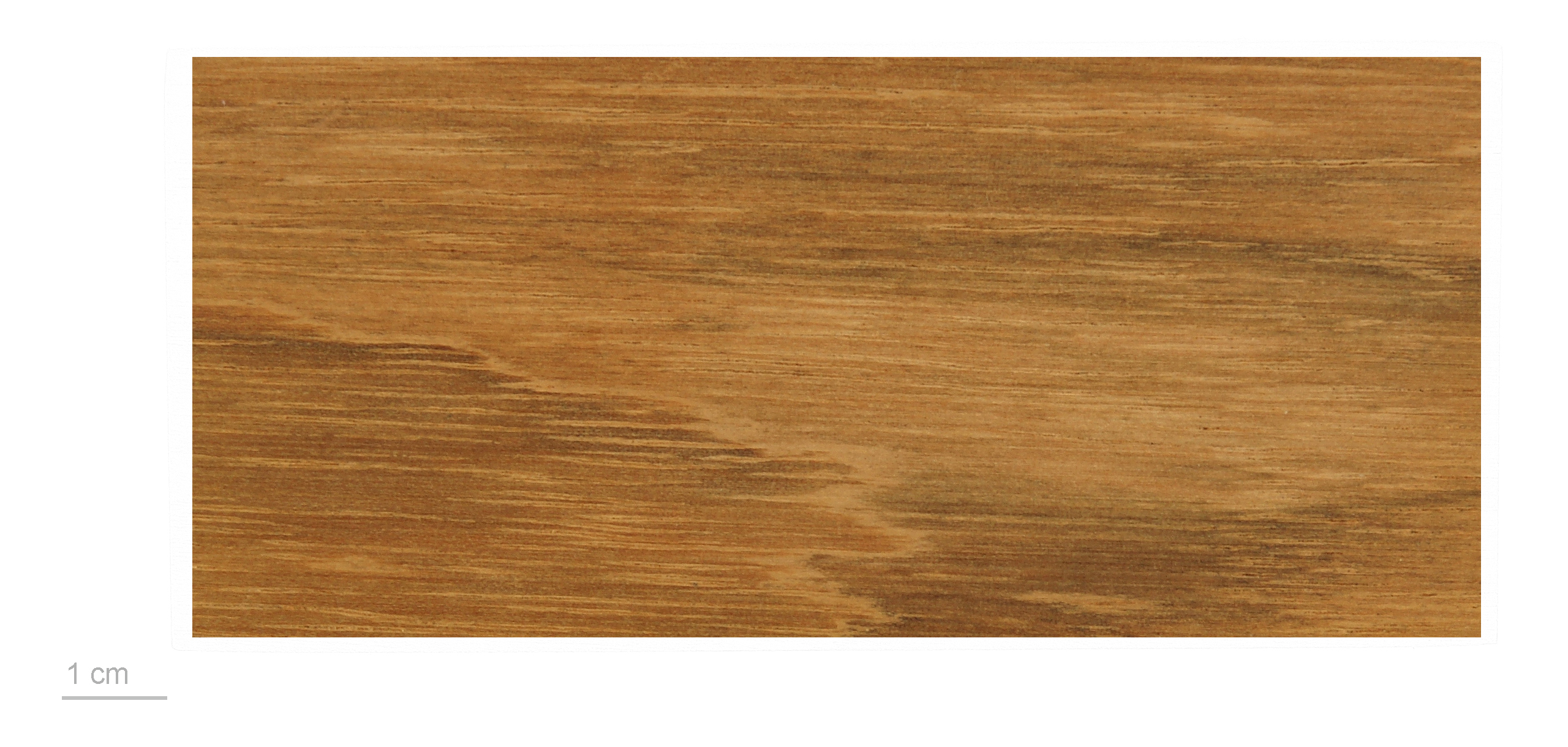
Holz

Hymenaea courbaril ist ein Baum in der Familie der Hülsenfrüchtler aus der Unterfamilie der Johannisbrotgewächse. Er kommt im mittleren bis nördlichen Südamerika bis nach Mittelamerika und bis ins südliche und westliche Mexiko vor.

## Beschreibung
Hymenaea courbaril wächst als immergrüner Baum mit dichter, breiter Krone bis zu 30–40 Meter hoch. Der Stammdurchmesser erreicht mehr als 1 Meter. Die bräunliche bis graue Borke ist glatt und im Alter dick. Der Baum führt ein gelbliches bis rötliches Harz, Copal.
Die wechselständigen und kurz gestielten Laubblätter sind zweizählig. Der kurze, mehr oder weniger behaarte Blattstiel ist bis etwa 2 Zentimeter lang. Die kurz gestielten, ganzrandigen und ledrigen, drüsenbesetzten Blättchen sind eiförmig bis umgekehrt eiförmig und leicht sichelförmig gebogen mit oft ungleicher Spreite. Die behaarten Blättchen sind 4–10 Zentimeter lang und 2–5 Zentimeter breit, an der Spitze sind sie rund bis spitz, zugespitzt oder abgerundet bis eingebuchtet. Der kurze Blättchenstiel ist teils verdreht und bis 4 Millimeter lang. Die größeren Nebenblätter sind abfallend.
Der Baum bildet bis etwa 15 Zentimeter große, dichte und schirmrispenförmige Rispen. Die kleinen Trag- und Vorblätter sind früh abfallend. Die kurz gestielten, relativ großen und drüsigen, zwittrigen Blüten sind mit doppelter, früh abfallender Blütenhülle. Der dickliche Blütenstiel ist bis 6 Millimeter lang und mit einem Gelenk unterteilt. Die 4 ledrigen, dicklichen und eiförmig bis elliptischen bis 1,8 Zentimeter langen fein behaarten Kelchblätter sitzen an einem kurzen, becherförmigem Blütenbecher. Die 5 Petalen sind etwa gleich lang wie die Kelchblätter und weiß bis gelblich. Es sind 10 lange und freie Staubblätter vorhanden. Der mittelständige, längliche und seitlich abgeflachte Fruchtknoten ist gestielt, mit einem langen, leicht konischen, etwas seitlichen Griffel mit kopfiger Narbe.
Aus den Blüten bilden sich etwa 8–20 Zentimeter lange und 4–8 Zentimeter breite Hülsenfrüchte, die zylindrisch bis schmal eiförmig und dunkelbraun sind und eine sich nicht öffnende, feinwärzliche bis relativ glatte, harte Schale haben, die lange am Baum hängen bleiben. Sie enthalten bis 6–12 in einer unangenehm riechenden, gelblich klebrigen Pulpe liegende Samen. Die rot-braunen, 2–3 Zentimeter großen Samen sind flach, glatt und elliptisch bis rundlich.
Die Chromosomenzahl beträgt 2n = 24.

## Taxonomie
Die Erstbeschreibung erfolgt 1753 durch Carl von Linné in Sp. Pl.: 1192.
Man unterscheidet verschiedene Varietäten: Sie unterscheiden sich durch die verschiedene Blatt- und Blütenbehaarung, die Blattnervatur, -größe, -form, Blütengröße, die Fruchtform und andere Habitate.
- Hymenaea courbaril var. courbaril
- Hymenaea courbaril var. altissima (Ducke) Y.T.Lee & Langenh.
- Hymenaea courbaril var. stilbocarpa (Hayne) Y.T.Lee & Langenh.
- Hymenaea courbaril var. longifolia (Benth.) Y.T.Lee & Andrade-Lima
- Hymenaea courbaril var. subsessilis Ducke
- Hymenaea courbaril var. villosa Y.T.Lee & Andrade-Lima

## Verwendung
Die Früchte sind auch als Johannisbrot bekannt und waren für die indigenen Völker ein wichtiges Nahrungsmittel. Die sie essenden Menschen empfinden trotz des etwas unangenehmen Geruchs den Geschmack nicht als unangenehm. Das Fruchtfleisch hat einen süßen Geschmack, es wird roh verzehrt, getrocknet und kann zu Mehl gemahlen werden, das in Keksen, Crackern und Suppen verarbeitet wird. Es kann mit Wasser gemischt werden, um ein Atole genanntes fermentiertes alkoholisches Getränk herzustellen. Das Fruchtfleisch im Inneren der harten Schalen sieht aus wie kleine lösliche Fasern, die sich leicht in Wasser oder Milch auflösen und diese verdicken (Johannisbrotkernmehl). Manchmal wird auch Zucker hinzugefügt, um das Getränk zu süßen. Wegen ihres hohen Gehalts an Stärke und Proteinen ist es eines der reichhaltigsten pflanzlichen Lebensmittel, die es gibt und ein hervorragendes Kraftfutter für Tiere.
Aus der Rinde wird wie aus Blättern, Harz und Holz Tee bereitet und auch medizinisch verwendet.
Das Harz wird als Räucherwerk oder zur Herstellung von Lacken verwendet.
Das schwere, dunkle und sehr harte Holz ist gut beständig, aber schlecht bearbeitbar. Es ist bekannt als Jatobá, Courbaril und Algarrobo.